# 中野忠利
中野又兵衛忠利（幼名は阿槌曽知という。慶長3年（1598年）12月30日）　織田家にて旗本武将、弓衆頭。尾張国の熱田の田島で死去した織田方の武将である。
法名は学雲宗参居士。妻は那古野城主の今川氏豊息女。主な功績は、小豆坂の合戦にて七本槍にて諸功名は信長公記にて。最高知行は二千貫。中野一安、中野重吉（徳川家家臣）らは中野又兵衛と称しているが中野又兵衛忠利とは別人である。

## 嫡子
- 中野藤左衛門秀盛（赤堀藤太郎秀基）は伊勢国赤堀村居住にて、伊勢国の中野城主及び西坂部城主を兼任する。織田家家臣となり、豊臣家の滅亡後に阿波国（徳島藩）蜂須賀家に300石（大坂の陣で功名50石加増）で客分仕となる。隠居後は剃髪し高野山の光明院仕。元和年間に光明院で死去した。法名は即空覚心大居士である。

## 中野又兵衛忠利の子孫
- 子孫系図は次の通りである。中野藤左衛門秀盛（中野藤太郎→赤堀新左衛門秀重（従来の家名に変更する）→赤堀所右衛門重克→赤堀五郎兵衛重為→赤堀所右衛門重元→赤堀弁次良亮→赤堀伊勢助良郷→赤堀郷次郎秀村→赤堀弁次清武→赤堀岩太郎能孝→赤堀真之助古壽→赤堀　真。
- 中野藤左衛門秀盛（赤堀藤太郎）は、織田家武将、滝川一益の与力として天目山の戦い（田野合戦）で、武田勝頼家臣の首2つを討ち功名を称えられ、信州会田内に200貫の知行を与えられる。